# Clinton (Arkansas)
Clinton è una località degli Stati Uniti d'America, capoluogo della contea di Van Buren, nello Stato dell'Arkansas.